# Alexander Arguelles
Alexander Sabino Argüelles (Chicago, 30 aprile 1964) è un linguista statunitense, considerato uno dei maggiori poliglotti contemporanei.
Nel suo sito personale afferma di aver dedicato la sua vita professionale all'apprendimento del maggior numero possibile di lingue, nel miglior modo possibile, utilizzando un metodo di studio sistematico da lui ideato. Dichiara inoltre di voler mettere a disposizione le sue conoscenze e la sua esperienza nel campo linguistico a chiunque ne fosse interessato.
Arguelles è un convinto sostenitore della possibilità di imparare le lingue straniere con metodi autodidattici, dopo aver assimilato le nozioni di base con l'aiuto di un insegnante. Egli stesso dichiara di aver imparato in tal modo gran parte delle lingue che conosce. Ha in progetto di fondare un istituto per lo studio intensivo delle lingue straniere, del quale ha già tracciato la struttura e i programmi di insegnamento.

## Biografia
Suo padre Ivan, di discendenza spagnola, è anch'egli un poliglotta, permettendogli di crescere in un ambiente particolarmente favorevole all'apprendimento delle lingue. Quando era molto giovane risiedette per alcuni anni con la famiglia in Italia e viaggiò in diversi paesi europei, in Nord Africa e in India.
Trasferitosi a New York, nel 1986 ottenne un BA alla Columbia University e nel 1994 un PhD all'Università di Chicago, dove lavorò con Ioan Culianu e Wendy Doniger. Alla Columbia University studiò in particolare il latino, il greco antico e il sanscrito, mentre all'Università di Chicago si concentrò sulle lingue germaniche, laureandosi con una tesi sull'antico norvegese e sulla transizione culturale dei Vichinghi dal paganesimo al cristianesimo.
Dal 1994 al 1996 ha seguito un corso di specializzazione presso il Berlin Center for Advanced German and European Research della Università libera di Berlino, sponsorizzato dal governo tedesco e riservato a studenti americani. In questo periodo imparò diverse lingue del ceppo germanico, tra cui lo svedese e l'olandese.
Nel 1996 si trasferì nella Corea del Sud, dove fu professore di lingue alla Handong Global University di Pohang. Gli fu affidato il compito di riorganizzare i corsi di lingue di francese, spagnolo e tedesco di tale università e di supervisionare i corsi di giapponese e cinese. Nello stesso tempo studiò il coreano e il cinese classico. A proposito della lingua coreana, nel suo libro A Historical, Literary and Cultural Approach to the Korean Language, Arguelles fa notare come essa sia così radicalmente diversa dalle lingue indoeuropee, specialmente nella grammatica, da risultare particolarmente difficile per gli studenti occidentali. Solo pochissimi di quelli che ne hanno intrapreso lo studio sono riusciti a raggiungere un livello sufficiente di conoscenza. Rimase in Corea del Sud per otto anni e quando ritenne di aver imparato abbastanza bene il coreano e il cinese decise di trasferirsi in Medio Oriente per imparare l'arabo.
Dal 2004 al 2006 è stato insegnante di lingue alla American University of Science and Technology di Beirut, dove divenne direttore del dipartimento di scienze umanistiche e lingue straniere. Intenzionato a rimanere in Libano per circa dieci anni, fu però costretto a tornare negli Stati Uniti in seguito alla situazione di pericolo creatasi dopo l'inizio della terza guerra israelo-libanese nel luglio del 2006.
Dal 2006 al 2008 Arguelles è stato professore associato di lingue al New College of California di San Francisco, insegnando lingue del Medio Oriente e dell'Estremo Oriente, in particolare l'arabo e il coreano.
Dal 2009 lavora a Singapore presso il Regional Language Centre of the South East Asian Ministers of Education Organization (SEAMEO-RELC). Ha come base Singapore ma viaggia spesso in tutti gli undici paesi aderenti a tale organizzazione, occupandosi principalmente dei corsi riservati agli insegnanti di lingue straniere. Attualmente è impegnato nella realizzazione di progetti volti a dimostrare l'efficacia delle sue metodologie didattiche.
È sposato con la coreana Hyunkyung Park e hanno due figli, Ardaschir (nato nel 2003) e Avaldamar (nato nel 2005).

## Lingue conosciute
Spesso viene rivolta ai poliglotti la classica domanda «Quante e quali lingue conosce?», ma così formulata, in modo generico, questa domanda non ha molto senso. Occorre distinguere tra conoscenza della lingua parlata e della lingua scritta, differenziando anche tra il saper comprendere la lingua scritta e il saper parlare e/o scrivere in tale lingua. Per tale motivo il grande poliglotta neozelandese Harold Williams, alla suddetta domanda postagli da Lev Tolstoj, rispose solo «alcune».
Arguelles, pur essendo in grado di parlare moltissime lingue, ha dichiarato di essersi concentrato soprattutto sulla lingua scritta, in particolare i testi classici, che egli chiama "Great Books", dei quali fa un elenco nel suo sito personale.
In marzo del 2010 ha cercato di "fare il punto" sulle lingue da lui conosciute, fissando vari livelli di conoscenza:
- 100% per la sua lingua madre, l'inglese;
- tra il 90 e il 99%: capacità di leggere i testi classici senza fare uso di dizionari, raggiungendo quasi lo stesso livello di comprensione, anche nelle sfumature, della sua lingua madre; la comprensione di registrazioni audio di tali testi avviene in modo pressoché totale già al primo ascolto;
- tra l'80 e l'89% : è necessario ricorrere, in alcuni casi, all'uso del dizionario. La comprensione totale delle registrazioni audio è raggiunta solo dopo aver proceduto ad un secondo ascolto. Prosegue nel definire altri livelli di conoscenza, dall'80 al 70%, dal 70 al 60% e così via.

Le lingue conosciute da Arguelles con un livello superiore all'80%, secondo la sua valutazione, sono le seguenti:
- 100% : inglese
- 99%   : tedesco
- 98%   : francese - spagnolo
- 95%   : italiano - olandese - svedese
- 94%   : norvegese antico - alto tedesco medio - francese antico
- 93%   : portoghese - catalano - latino - greco antico - sanscrito
- 92%   : norvegese Nynorsk - norvegese Bokmål - danese - inglese medio - olandese medio
- 91%   : anglosassone - occitano antico - occitano - gotico
- 90%   : islandese - antico nordico svedese - alto tedesco antico - afrikaans - giapponese
- 89-86 % : esperanto - russo - frisone - rumeno - arabo standard
- 83-80% : coreano - persiano - greco moderno - cinese

Tra le lingue conosciute con un livello inferiore da citare il gaelico irlandese, l'hindi, il turco, il curdo, lo swahili e lo yiddish.

## Pubblicazioni
- Korean Zen Legends Illustrated in Temple Murals (4 parti scaricabili in formato PDF)
- Viking Dreams: Mythological and Religious Dream Symbolism in the Old Norse Saga, tesi di laurea all'Università di Chicago, 1994
- La Conjugaison des Verbes, testo in coreano e francese per gli studenti coreani del francese, 1999
- A Historical, Literary, and Cultural Approach to the Korean Language, con Kim Jongrok, ed. Hollim, 2000
- Handbook of Korean Verbal Conjugation, con Kim Jongrok, Dunwwody Press, 2004
- English French Spanish German Dictionary, Librairie du Liban, 2006
- Korean Newspaper Reader, Dunwoody Press, 2007
- North Korean Reader, Dunwoody Press, 2010
- Korean Fiction Reader, Dunwoody Press, in corso di stesura (pubblicazione prevista nel 2011)